# Victoria Towers
Die 2003 eröffneten Victoria Towers (englisch für Victoria-Türme, chinesisch 港景峰) sind ein Wolkenkratzerkomplex in der chinesischen Stadt Hongkong und gehören zu den höchsten dortigen Wohnhochhäusern. Er besteht aus drei Türmen (Victoria Towers 1 bis 3) mit gleicher Höhe von 213 Metern und jeweils 62 Stockwerken. Gelegen an der Nordwestecke des Kowloon Park an der Kreuzung von Canton Road und Austin Road stehen die Türme im Viertel Tsim Sha Tsuim des Verwaltungsbezirkes Yau Tsim Mong.

## Einzelbelege
1. 1 2 3 4  Victoria Towers I (englisch) – The Skyscraper Center; 2017
2. 1 2  Victoria Towers 2 – Emporis; 2017